# Batschka

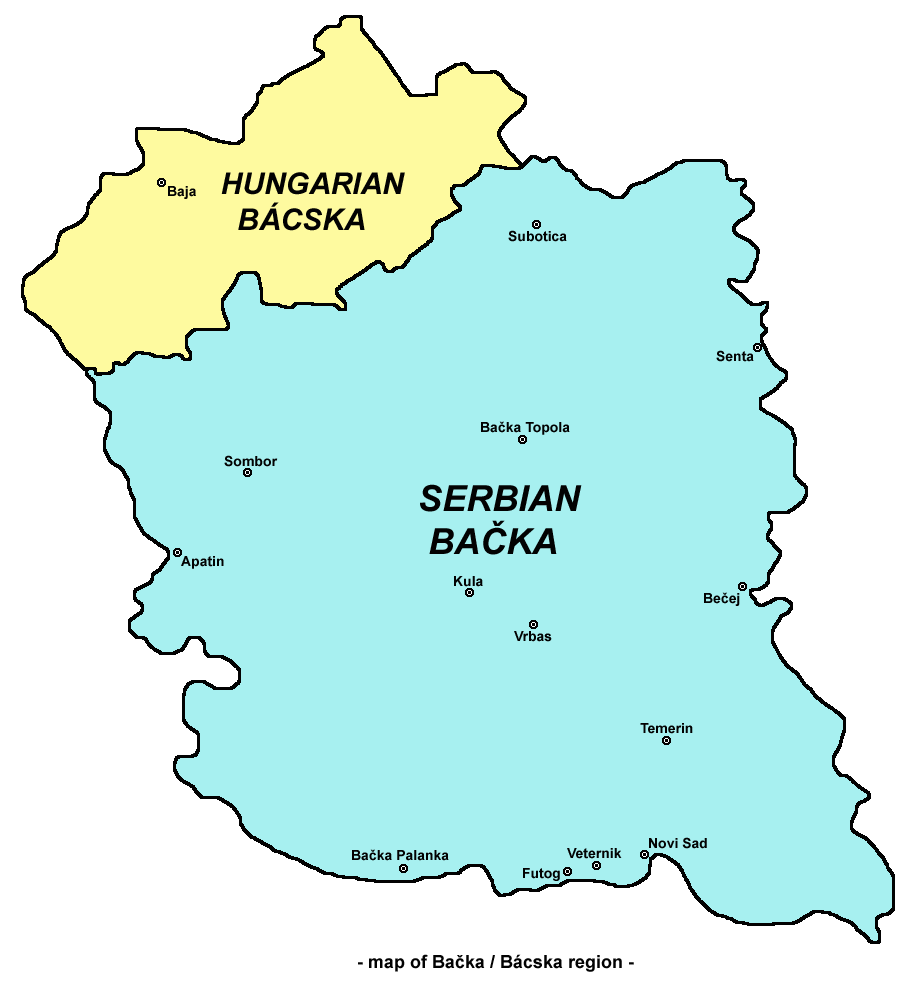
Batschka in Serbien und Ungarn

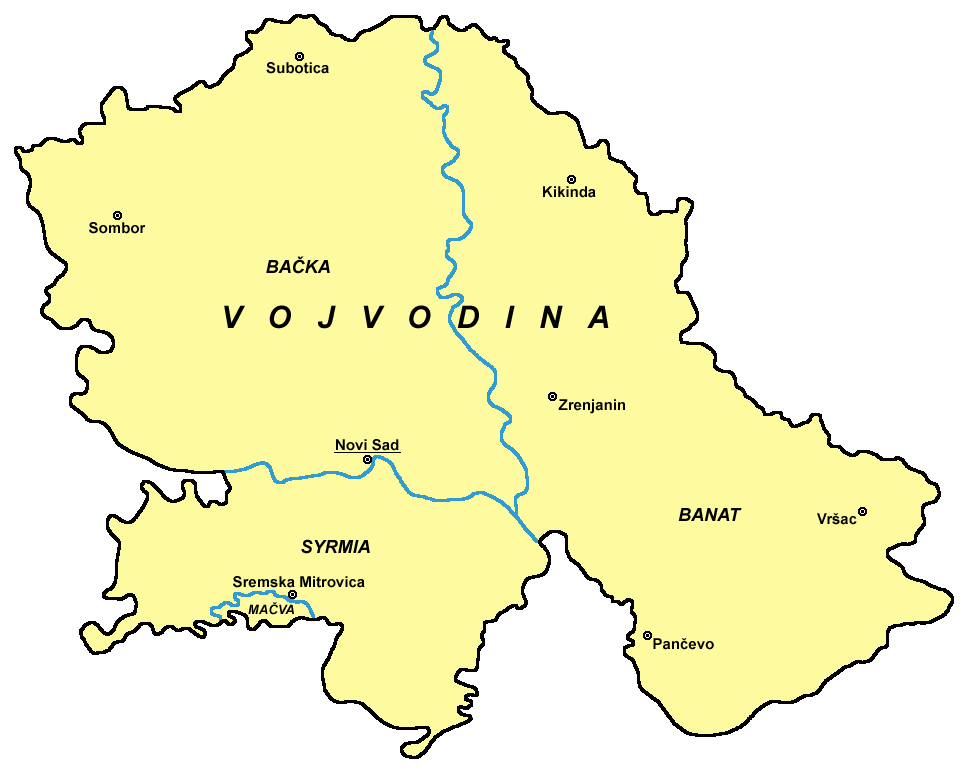
Regionen in der Vojvodina (Serbien)

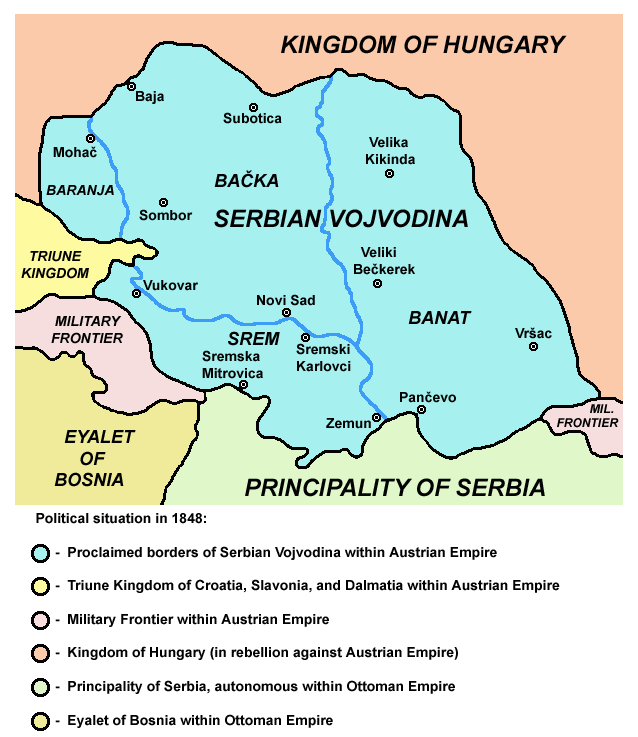
Proklamierte Serbische Woiwodina 1848

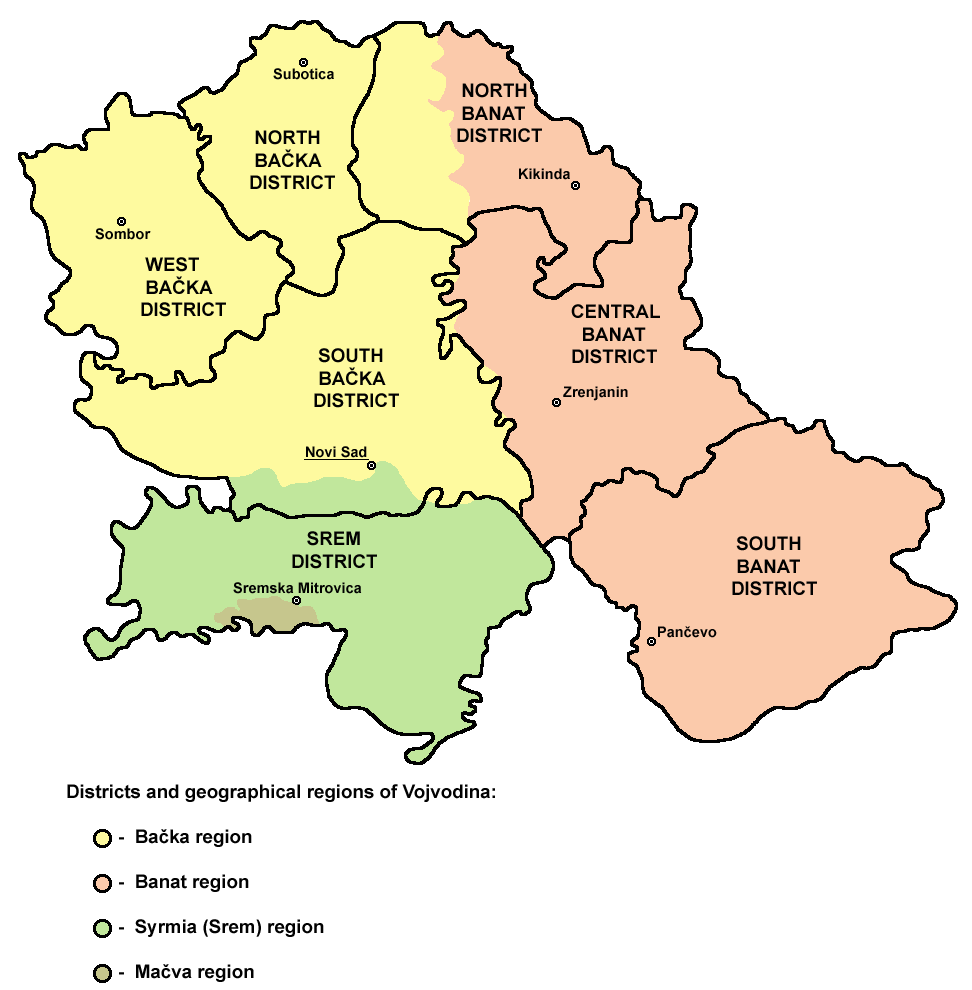
Bezirke der Vojvodina (Serbien)

Die Batschka (serbisch/kroatisch Bačka, serbisch-kyrillisch Бачка, ungarisch Bácska, slowakisch Báčka, russinisch Бачка) ist eine Region in Mitteleuropa bzw. in Südosteuropa. Die Batschka ist zwischen den Staaten Serbien und Ungarn aufgeteilt, wobei der südliche und größte Teil zu Serbien gehört und sich in drei Bezirke der autonomen Provinz Vojvodina unterteilt. Der nördliche Teil dagegen gehört zu Ungarn und bildet den südlichen Teil des Komitats Bács-Kiskun. Die Batschka ist größtenteils ein fruchtbares Flachland, das im Westen und im Süden von der Donau und im Osten von der Theiß begrenzt wird.

## Geschichte
Ab dem 7. Jahrhundert siedelten sich serbische und andere slawische Stämme aus Mittelost- und Osteuropa in der Batschka an. Ab dem 10. Jahrhundert, nach dem Einfall der Magyaren in Europa, war die Batschka Teil der ungarischen Herrscherdynastien. Die Bezeichnung Batschka leitete sich von der mittelalterlichen Festung Batsch (Бач/Bač) nordwestlich von Novi Sad ab. Batsch war während der Herrschaft Österreich-Ungarns Sitz eines ungarischen Komitats und eines Erzbischofs.
Die Festung wurde um 1242 von den Mongolen zerstört, danach wieder aufgebaut und um 1543 schließlich von den Osmanen erobert. Große Teile der serbischen Batschka gehörten zur Lehensherrschaft Stefan Lazarevićs. Schon im Mittelalter siedelte ein Völkergemisch von Serben, Magyaren und anderen Ethnien in der Batschka. Im 16. Jahrhundert gelang es dem serbischen Adeligen Johann Nenad kurzzeitig, ein unabhängiges serbisches Reich zu proklamieren und sich gleichzeitig zum Kaiser Serbiens ausrufen zu lassen. Später von den Osmanen verwüstet, verlor Batsch an Bedeutung; der Name blieb aber in der Bezeichnung für die Region Batschka erhalten.
1699 kam die Batschka in den Besitz der Habsburger. Die Habsburger betrieben eine intensive Kolonisation der Batschka durch deutschsprachige Siedler, vor allem aber siedelten sich Donauschwaben an. Zu den in der Batschka gesprochenen Dialekten gehörten  pfälzisch aus dem Raum Zweibrücken-Neunkirchen (Saar) und Ottweiler, südhessisch aus dem Raum Darmstadt, 
schwäbisch, und mittelbairisch.
Ab dem 19. Jahrhundert wurden die Schifffahrts-Kanäle in der Batschka errichtet, die einerseits zur Bewässerung der fruchtbaren Ackerböden, andererseits als Binnenschifffahrtswege zwischen Donau und Theiß dienten.
Mitte des 19. Jahrhunderts erhoben sich die Ungarn gegen die Habsburger, u. a. wegen der Zugeständnisse, die die Habsburger den Serben auf Kosten ungarischer Ansprüche gewährten. Diese Situation nutzten die Serben für sich aus, um im Jahr 1848 die Serbische Woiwodina zu proklamieren mit dem Verweis auf von den Habsburgern gewährte Autonomierechte, die man sich im Kampf gegen das mittlerweile kontinuierlich untergehende Osmanische Reich erkämpft hatte. Das serbische De-facto-Regime konnte sich von 1848 bis 1860 behaupten. Nach der Einigung zwischen Ungarn und dem Habsburgerhaus, dem „Ausgleich“, wurde die Batschka Ungarn zugesprochen, jegliche Autonomie aberkannt und die Serbische Woiwodina geteilt.
Ab der zweiten Hälfte des 19. Jahrhunderts bis 1918 gehörte die gesamte Region damit zu Ungarn als Teil Österreich-Ungarns. Wegen der rigorosen Assimilierungspolitik aufgrund der Bevölkerungsverhältnisse auf Kosten der nicht-ungarischen Bevölkerung und des immer rapider erstarkenden Serbiens südlich der Donau kam es öfters zu Aufständen der nicht-ungarischen Bevölkerung. Nach der Niederlage Österreich-Ungarns im Ersten Weltkrieg wurde der größte Teil der Batschka Serbien zugeschlagen. Der nördliche kleinere Teil verblieb bei Ungarn. Diese Teilung musste Ungarn mit dem Friedensvertrag von Trianon vom 4. Juni 1920 widerwillig anerkennen.
Im nördlichen Teil wurde nach dem Ersten Weltkrieg mit der „Sozialistischen ungarisch-serbischen Republik Batschka und Branau/Baranya“ eine kommunistische Räterepublik ausgerufen. Nach einem erfolglosen Versuch, die Unterstützung der Serben im südlichen Teil zu gewinnen, lösten rumänische sowie serbische Truppen die Räterepublik auf.
Mit der Besetzung des Königreiches Jugoslawien durch die deutsche Wehrmacht im Balkanfeldzug (1941) wurde die südliche Batschka Ungarn, das zu jener Zeit zu den Achsenmächten gehörte, angegliedert. In Novi Sad ließ der ungarische Befehlshaber General Ferenc Feketehalmy-Czeydner vom 21. bis 23. Januar 1942 1246 Zivilisten erschießen, darunter waren 809 Juden, 375 Serben, 8 Deutsche und 18 Ungarn. Mehrere hundert Zivilisten wurden unter das Eis der zugefrorenen Donau geworfen und ertränkt.
Nach Kriegsende wurden die Staatsgrenzen gemäß dem Friedensvertrag von Trianon 1920 wiederhergestellt. Angesichts des Vormarsches der Roten Armee wurden die meisten Donauschwaben evakuiert. Die Evakuierungen aus der Batschka und dem Banat begannen zu spät: Hier hatten sich die eigene „Volksgruppenleitung“ und die deutschen Besatzungsbehörden quergestellt. Viele blieben zurück, als die deutschen Truppen den Rückzug antraten.
Die Beteiligung der Volksdeutschen am Krieg gegen Jugoslawien diente Titos Partisanen als Begründung für ihre politische Linie gegen die deutsche Minderheit. Nach den AVNOJ-Beschlüssen vom 21. November 1944 wurden die Donauschwaben enteignet. Bis Frühling 1945 wurden ca. 90 % der verbliebenen jugoslawiendeutschen Bevölkerung interniert: Zentralarbeitslager für arbeitsfähige Männer, Ortslager für die Bevölkerung ganzer Ortschaften und Internierungslager für Arbeitsunfähige, Frauen, Kinder und Ältere. Auch in diesen Lagern gab es keine ärztliche Versorgung, es kam zu Misshandlungen, Erschießungen und Vergewaltigungen, und Zehntausende starben an Unterernährung und Krankheiten. 1947 konnten größere Gruppen ausreisen oder flüchten. Das Gebiet wurde mit der Zeit durch Jugoslawen aus ärmeren Regionen der Volksrepublik Jugoslawien besiedelt.

## Größere Städte und Gemeinden in der Batschka
- Serbien: Novi Sad, Subotica, Sombor, Bačka Palanka, Apatin
- Ungarn: Kiskunfélegyháza, Kiskunhalas, Baja, Kalocsa

## Serbische Bezirke in der Batschka
- Severna Bačka (serb. kyrill. Северно-Бачки округ)
- Južna Bačka (Јужно-Бачки округ, ohne Petrovaradin)
- Zapadna Bačka (Западно-Бачки округ)
- Severni Banat (Северно-Банатски округ) nur die Gemeinden Ada, Senta und Kanjiža, die westlich der Theiß in der historischen Region Batschka und nicht im Banat liegen